# Jigme Thinley
Lyonpo Jigme Thinley, född 1952, var regeringschef i Bhutan 20 juli 1998–9 juli 1999, 30 augusti 2003–20 augusti 2004 samt mellan 9 april 2008 och 28 april 2013.